# Зундерольд
Зундеро́льд (Зу́нцо; нем. Sunderild, Sunzo; погиб 26 июня 891) — архиепископ Майнца (889—891).

## Биография
О происхождении Зундерольда ничего не известно. Первые упоминания о нём относится к 880-м годам, когда он был монахом Фульдского монастыря. Регино Прюмский писал о нём как о добросердечном человеке, известном своими знаниями Священного Писания. После смерти 17 февраля 889 года главы Майнцской архиепархии Лиутберта, по совету маркграфа Сорбской марки Поппо II король Восточно-Франкского государства Арнульф Каринтийский назначил Зундерольда на вакантную кафедру. Интронизация нового архиепископа состоялась в марте этого же года.
Уже в мае 889 года архиепископ Зундерольд принял участие в заседании государственной ассамблеи в Форхгайме, созванной по приказу короля Арнульфа. На собрании присутствовали множество светских и духовных лиц, от которых монарх восточных франков потребовал признать его внебрачных сыновей, Цвентибольда и Ратольда, законными наследниками престола. На стороне монарха были представители Баварии, которой Арнульф долгое время правил, однако большинство знати во главе с членами рода Конрадинов выступили против воли короля. В результате, Арнульф Каринтийский смог добиться от участников собрания только клятвенного обещания, что те в том случае присягнут после его смерти Цвентибольду или Ратольду, если к этому времени у Арнульфа не родится законный наследник.
В первой половине 891 года папа римский Стефан V (VI) поручил Зундерольду и архиепископу Реймса Фульку, наиболее уважаемым иерархам королевств восточных и западных франков, провести в Вормсе церковный собор, чтобы разрешить долгий спор о юрисдикции между Кёльнской архиепархией и Бременским епископством.
Однако во время подготовки к собору архиепископ Майнца по приказу Арнульфа Каринтийского должен был возглавить войско восточных франков, направлявшееся в Лотарингию для борьбы с норманнами, уже несколько лет грабившими северо-западные земли королевства. Не имевший военного опыта Зундерольд не смог организовать серьёзного сопротивления викингам, и 26 июня его войско было разбито конунгом Зигфридом в сражении на реке Гёйле. «Фульдские анналы» возлагают ответственность за поражение на архиепископа Майнца, обвиняя его в том, что тот «опрометчиво напал на врагов». В сражении погибло много франкских воинов. Среди погибших был и Зундерольд. Его тело позднее было найдено на поле боя, привезено в Майнц и похоронено в церкви Святого Альбана.
Преемником Зундерольда на кафедре Майнца стал архиепископ Гаттон I.